# Cyrtidiorchis frontinoensis
Cyrtidiorchis frontinoensis là một loài thực vật có hoa trong họ Lan. Loài này được (Garay) Rauschert mô tả khoa học đầu tiên năm 1982.